# Lepturges complanatus
Lepturges complanatus là một loài bọ cánh cứng trong họ Cerambycidae.